# Hot 100 Songwriters & Producers
Hot 100 Songwriters & Producers — набір тижневих американських хіт-парадів авторів пісень та продюсерів, що публікуються в часописі «Білборд» починаючи з 2019 року.

## Історія створення
Тижневі хіт-паради Hot 100 Songwriters та Hot 100 Producers було опубліковано у 2019 році. Рейтинги показували по десять авторів та продюсерів, чиї пісні займали найвищі місця у хіт-параді Billboard Hot 100. Методологія підрахунку була близькою до річних чартів Billboard: кожен автор або продюсер отримував певну кількість очок, залежно від місць, що його пісні займали в пісенному чарті; якщо авторів або продюсерів було декілька, очки розподілялись порівну.
Починаючи з червня 2020 року до загальних чартів було додано перші жанрові — найкращих продюсерів та авторів пісень альтернативного року та хард-року. Надалі відповідні рейтинги були додано до всіх найпоширеніших жанрів (християнська музика, кантрі, EDM, госпел, латиноамериканська музика, хіп-хоп та R&B) та груп жанрів (рок-музика та альтернативний рок, R&B та хіп-хоп). Починаючи з січня 2021 року кількість позицій в чартах було збільшено з 10 до 25. Станом на 2024 рік головні чарти Hot 100 Songwriters та Hot 100 Producers містять 25 позицій, а жанрові — 10 позицій.
Станом на серпень 2022 року авторами з найбільшою кількістю хітів, що потрапили на перше місце чарту Hot 100, були Пол Маккартні (32) та Джон Леннон (26) з The Beatles. Список найбільш успішних продюсерів очолювали Макс Мартін та Джордж Мартін (23).

## Список чартів
Легенда: 💰 — чарти на основі даних продажів альбомів та синглів. 📻 — чарти на основі даних ротації пісень на радіо. 🌐 — чарти на основі статистики стрімінгу пісень та відеокліпів. 🔥 — комбіновані чарти пісень, що враховують дані продажів, радіоротації та стрімінгу. 📈 — чарти альбомів на основі мультиметричного споживання.
| Хіт-парад                      | Опис                                                            | Поз.                | Тип                 | Джерела             | Засновано           | #                   |
| Загальні хіт-паради            | Загальні хіт-паради                                             | Загальні хіт-паради | Загальні хіт-паради | Загальні хіт-паради | Загальні хіт-паради | Загальні хіт-паради |
| ------------------------------ | --------------------------------------------------------------- | ------------------- | ------------------- | ------------------- | ------------------- | ------------------- |
| Hot 100 Songwriters            | найпопулярніші автори пісень                                    | 25                  | артисти             | 🔥                  | 1 червня 2019       | [ b 1 ]             |
| Hot 100 Producers              | найпопулярніші продюсери                                        | 25                  | артисти             | 🔥                  | 15 червня 2019      | [ b 2 ]             |
| Хіт-паради по жанрах           |                                                                 |                     |                     |                     |                     |                     |
| Кантрі                         |                                                                 |                     |                     |                     |                     |                     |
| Country Songwriters            | найпопулярніші автори кантрі-пісень                             | 10                  | артисти             | 🔥                  | 15 червня 2019      | [ b 3 ]             |
| Country Producers              | найпопулярніші кантрі-продюсери                                 | 10                  | артисти             | 🔥                  | 15 червня 2019      | [ b 4 ]             |
| Рок-музика                     |                                                                 |                     |                     |                     |                     |                     |
| Rock & Alternative Songwriters | найпопулярніші автори пісень рок-музики та альтернативного року | 10                  | артисти             | 🔥                  | 15 червня 2019      | [ b 5 ]             |
| Rock & Alternative Producers   | найпопулярніші продюсери рок-музики та альтернативного року     | 10                  | артисти             | 🔥                  | 15 червня 2019      | [ b 6 ]             |
| Rock Songwriters               | найпопулярніші автори рок-пісень                                | 10                  | артисти             | 🔥                  | 2 липня 2022        | [ b 7 ]             |
| Rock Producers                 | найпопулярніші рок-продюсери                                    | 10                  | артисти             | 🔥                  | 2 липня 2022        | [ b 8 ]             |
| Alternative Songwriters        | найпопулярніші автори пісень альтернативного року               | 10                  | артисти             | 🔥                  | 13 червня 2020      | [ b 9 ]             |
| Alternative Producers          | найпопулярніші продюсери альтернативного року                   | 10                  | артисти             | 🔥                  | 13 червня 2020      | [ b 10 ]            |
| Hard Rock Songwriters          | найпопулярніші автори пісень хард-року                          | 10                  | артисти             | 🔥                  | 13 червня 2020      | [ b 11 ]            |
| Hard Rock Producers            | найпопулярніші продюсери хард-року                              | 10                  | артисти             | 🔥                  | 13 червня 2020      | [ b 12 ]            |
| R&B та хіп-хоп                 |                                                                 |                     |                     |                     |                     |                     |
| R&B/Hip-Hop Songwriters        | найпопулярніші автори R&B- та хіп-хоп-пісень                    | 10                  | артисти             | 🔥                  | 15 червня 2019      | [ b 13 ]            |
| R&B/Hip-Hop Producers          | найпопулярніші R&B- та хіп-хоп-продюсери                        | 10                  | артисти             | 🔥                  | 15 червня 2019      | [ b 14 ]            |
| R&B Songwriters                | найпопулярніші автори R&B-пісень                                | 10                  | артисти             | 🔥                  | 15 червня 2019      | [ b 15 ]            |
| R&B Producers                  | найпопулярніші R&B-продюсери                                    | 10                  | артисти             | 🔥                  | 15 червня 2019      | [ b 16 ]            |
| Rap Songwriters                | найпопулярніші автори реп-пісень                                | 10                  | артисти             | 🔥                  | 15 червня 2019      | [ b 17 ]            |
| Rap Producers                  | найпопулярніші реп-продюсери                                    | 10                  | артисти             | 🔥                  | 15 червня 2019      | [ b 18 ]            |
| Латиноамериканська музика      |                                                                 |                     |                     |                     |                     |                     |
| Latin Songwriters              | найпопулярніші автори пісень латиноамериканської музики         | 10                  | артисти             | 🔥                  | 15 червня 2019      | [ b 19 ]            |
| Latin Producers                | найпопулярніші продюсери латиноамериканської музики             | 10                  | артисти             | 🔥                  | 15 червня 2019      | [ b 20 ]            |
| Електронна танцювальна музика  |                                                                 |                     |                     |                     |                     |                     |
| Dance/Electronic Songwriters   | найпопулярніші автори пісень електронної танцювальної музики    | 10                  | артисти             | 🔥                  | 1 червня 2019       | [ b 21 ]            |
| Dance/Electronic Producers     | найпопулярніші продюсери електронної танцювальної музики        | 10                  | артисти             | 🔥                  | 15 червня 2019      | [ b 22 ]            |
| Християнська музика            |                                                                 |                     |                     |                     |                     |                     |
| Christian Songwriters          | найпопулярніші автори пісень християнської музики               | 10                  | артисти             | 🔥                  | 15 червня 2019      | [ b 23 ]            |
| Christian Producers            | найпопулярніші продюсери християнської музики                   | 10                  | артисти             | 🔥                  | 15 червня 2019      | [ b 24 ]            |
| Gospel Songwriters             | найпопулярніші автори госпел-пісень                             | 10                  | артисти             | 🔥                  | 15 червня 2019      | [ b 25 ]            |
| Gospel Producers               | найпопулярніші госпел-продюсери                                 | 10                  | артисти             | 🔥                  | 15 червня 2019      | [ b 26 ]            |